# NRP Dom Carlos I (A522)
Le NRP Dom Carlos I (A522) est un navire océanographique de la Marine portugaise de classe Dom Carlos I. Il porte le nom du roi Carlos Ier et son port d'attache est la base navale de Lisbonne à Almada.
Auparavant, il était un navire de  la Stalwart-class ocean surveillance ship (en), navire de surveillance de l'United States Naval Ship (USNS) et portait le nom de USNS Audacious (T-AGOS-11).

## Historique
L'US Navy a commandé l'Audacious à  la Tacoma Boatbuilding Company (en). La pose de la quille a eu lieu à Tacoma le 28 février 1988. Le lancement a eu lieu le  28 janvier 1989 et sa livraison à la Military Sealift Command (MSC) le 9 septembre 1989 sous le nom de USNS Dauntless (T-AGOS-11) et renommé USNS Audacious (T-AGOS-11) à une date ultérieure.
Comme les autres navires de la classe Stalwart, il a été conçu pour collecter des données acoustiques sous-marines à l’appui des opérations de lutte anti-sous-marine durant la Guerre froide contre les sous-marins de la Marine soviétique, à l’ aide d’un Surveillance Towed Array Sensor System (en) (SURTASS). Il opérait avec un équipage mixte de personnel de la marine américaine et de marine marchande.
Après la dislocation de l'URSS à la fin du mois de décembre 1991, mettant fin à la guerre froide, la nécessité de telles opérations de recherche a diminué. Le 6 février 1997, l'US Navy l'a retiré du service actif et il a été radié du Naval Vessel Register le même jour. Le 9 décembre 1996, ex-USNS Audacious a été transféré au Portugal.

## Conception
Le navire est alimenté par un système diesel-électrique de quatre groupes électrogènes Caterpillar D-398 et deux électriques General Electric de 550 cv. Ceci produit un total de 3.200 cv de puissance sur deux arbres.
Il transporte un ROV : un Deep Ocean Eng. Phantom S2  et des systèmes d'échantillonnage CTD...

## Galerie

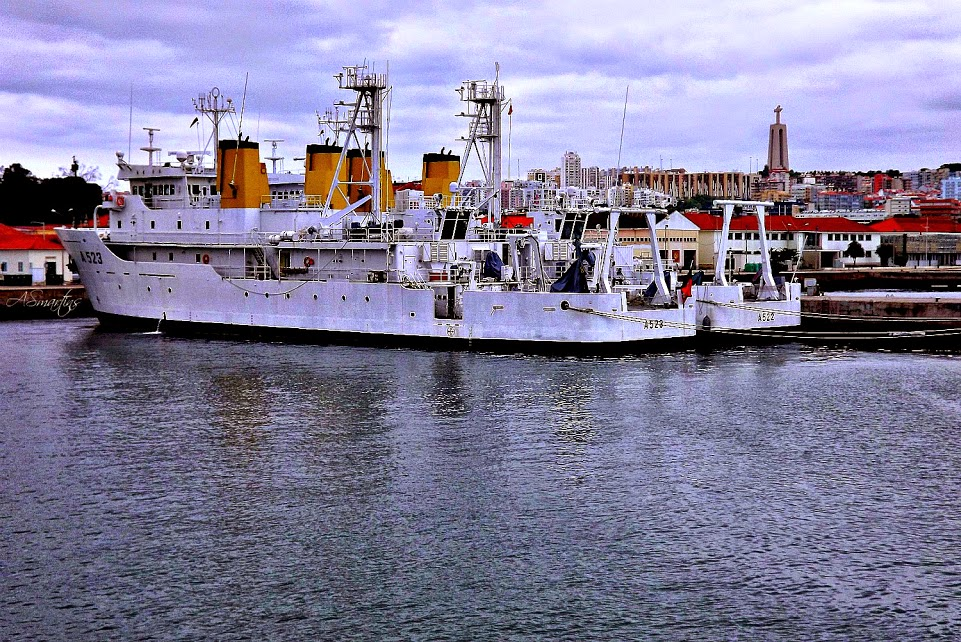
A 523 (Almirante Gago Coutinho et A 522 (Dom Carlos I)
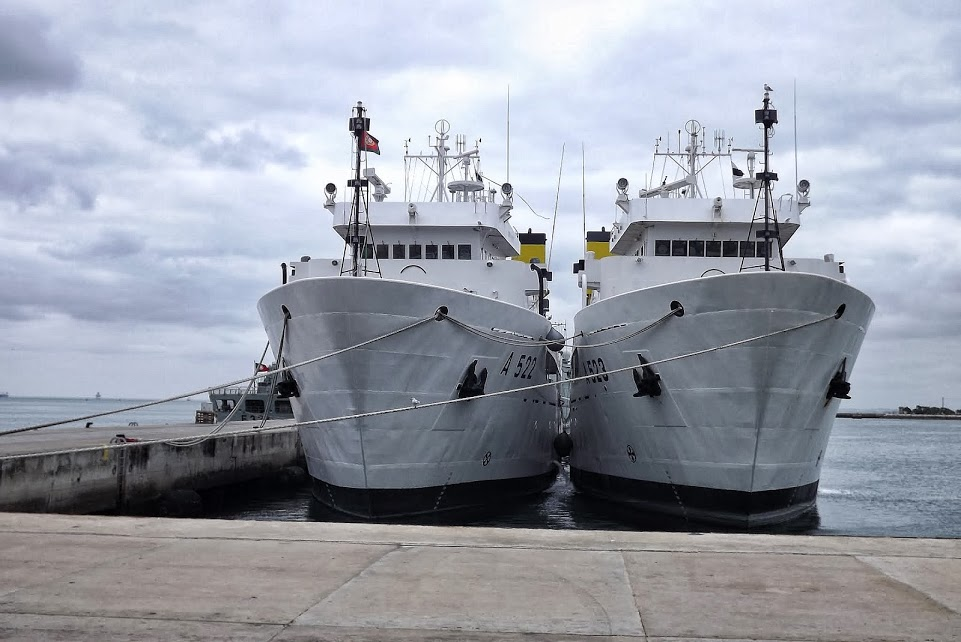
A 523 (Almirante Gago Coutinho et A 522 (Dom Carlos I)